# Пивоваренко, Павел Васильевич
Па́вел Васи́льевич Пивова́ренко (укр. Павло Васильович Пивоваренко; 2 сентября 1975, Радомышль — 29 августа 2014, Новокатериновка) — украинский военнослужащий, полковник, участник российско-украинской войны. Герой Украины (2021, посмертно).

## Биография
Павел Пивоваренко родился 2 сентября 1975 года в городе Радомышль Житомирской области в семье военнослужащего. После ранней смерти родителей его воспитанием занималась старшая сестра.
После окончания восьми классов средней школы №1 в Радомышле поступил в Суворовское училище в Минске, которое окончил в 1992 году. В том же году поступил в Одесский институт Сухопутных войск, а в 1994 году перевёлся в Харьковское гвардейское высшее командное танковое училище, которое окончил в 1996 году.
С 1996 по 2001 год проходил службу на должностях командира танкового взвода и роты в воинской части в Феодосии (Автономная Республика Крым). С 2001 по 2004 год был начальником штаба танкового батальона в селе Перевальное Симферопольского района.
В 2004–2006 годах учился в Национальной академии обороны Украины. С 2006 по 2009 год командовал батальоном 30-й отдельной гвардейской механизированной бригады в Новограде-Волынском. С 2009 по 2010 год служил в 8-м армейском корпусе в Житомире, затем до 2012 года — в 101-й отдельной бригаде охраны Генерального штаба в Киеве. С 2012 по 2013 год служил в 72-й отдельной гвардейской механизированной бригаде в Белой Церкви. С июля 2013 года работал в управлении боевой подготовки Командования Сухопутных войск Вооружённых сил Украины в Киеве.
С началом российско-украинской войны в 2014 году, находясь на штабной должности в Киеве, добровольно вызвался отправиться в зону боевых действий. Был назначен исполняющим обязанности командира 51-й отдельной механизированной бригады. Под его командованием бригада участвовала в освобождении севера Донецкой области, включая города Северодонецк, Лисичанск и Попасную.
В августе 2014 года вместе с подкреплением вошёл в Иловайск. 29 августа, во время выхода украинских войск из окружения, погиб в бою. Долгое время считался пропавшим без вести; в 2016 году был опознан и с почестями перезахоронен на Лукьяновском кладбище в Киеве.

## Награды
- Звание «Герой Украины» с удостоением ордена «Золотая Звезда» (10 декабря 2021, посмертно) — за личное мужество и героизм, проявленные в защите государственного суверенитета и территориальной целостности Украины, верность военной присяге[2].
- Орден Богдана Хмельницкого III степени (17 июня 2016, посмертно) — за личное мужество и высокий профессионализм, проявленные в защите государственного суверенитета и территориальной целостности Украины, верность военной присяге[3].